# 大阪修繕車両所
大阪修繕検査車両所（おおさかしゅうぜんけんさしゃりょうしょ）は、大阪府摂津市安威川南町にある、東海旅客鉄道（JR東海）関西支社に属する車両基地である。東海道・山陽新幹線で使用される新幹線修繕業務及び構内操縦業務・ATCの特性検査を行っている。近接する大阪仕業検査車両所・大阪交番検査車両所・大阪台車検査車両所とあわせて鳥飼車両基地と総称される。

## 歴史
- 2009年（平成21年）7月1日：基地内の車両所再編等に伴い、大阪第一車両所から分離・発足。